# 유령 소동
유령 소동은 1972년 공개된 대한민국의 영화이다.

## 배역
- 신영일
- 윤세희
- 김순철
- 복혜숙
- 남미리
- 장혁